# Bernd Eilert
Bernd Eilert (* 20. Juni 1949 in Oldenburg) ist ein deutscher Schriftsteller. Bekannt geworden ist er vor allem durch seine langjährige Zusammenarbeit mit dem Komiker Otto Waalkes. Unter dem Sammelpseudonym Hans Mentz schrieb er mit anderen Autoren in der Satire-Zeitschrift Titanic.

## Leben
Bernd Eilert studierte Theaterwissenschaft an der Universität Marburg. 1970 zog er nach Frankfurt am Main, wo er zur Neuen Frankfurter Schule gehörte. Er verfasste Beiträge für Rundfunk, Fernsehen und die satirische Zeitschrift Pardon und versuchte sich als Filmemacher. In der Satirezeitschrift Titanic betreute er bis 1989 die Rubrik der „Liste der peinlichsten Persönlichkeiten“. Darin etablierte er die satirische Bezeichnung Helmut Kohls als „birnenförmig“.
In den 1980er Jahren schrieb er neben einem Kriminalroman und einem Band mit Erzählungen zusammen mit Robert Gernhardt und Peter Knorr unter dem Kürzel GEK-Gruppe Texte und Drehbücher für den Komiker Otto Waalkes. 1993 erhielt er den Preis der LiteraTour Nord, 2003 den Binding-Kulturpreis.

## Werk

### Bücher
- Die Kronenklauer (zusammen mit F. K. Waechter), Reinbek 1972
- Ecila aus dem Wunderland, Aarau [u. a.] 1980
- Bettgeschichten (mit Rita Mühlbauer und Hanno Rink), Aarau [u. a.] 1981
- Notwehr auf Italienisch, Kriminalroman, München 1981; überarbeitete Neuausgabe als Eingebildete Notwehr, Zürich 1989
- Das aboriginale Horoskop, Zürich 1983
- Windige Passagen, Zürich 1991
- Eckermann und sein Goethe (mit Eckhard Henscheid), Zürich 1994
- Kurt oder das Fest der Liebe, Zürich 1996
- Erna, der Baum nadelt (mit Robert Gernhardt und Peter Knorr), Zürich 1998
- Es ist ein Has’ entsprungen und andere schöne Geschichten zum Fest (mit Robert Gernhardt und Peter Knorr), Zürich 1999
- Otto – der Katastrofenfilm (mit Otto Waalkes und Michel Bergmann), Zürich 2000
- Meine Île de Ré, Hamburg 2022
- Nachlese. Hundert Bücher – Ein Jahrhundert. Onomato Verlag. Düsseldorf 2024 (mit Klaus Modick)

### Herausgeberschaft
- Otto Waalkes: Das Buch Otto, Hamburg 1980
- Otto Waalkes: Das zweite Buch Otto, Hamburg 1984
- Das Hausbuch der literarischen Hochkomik, Zürich 1987
- Die 701 peinlichsten Persönlichkeiten, Zürich 1990
- Otto Waalkes: Das Tennis-Buch Otto, Hamburg 1992
- Otto Waalkes: Otto – das Buch des Friesen, München 2002

### Übersetzungen
- Oscar Wilde: Komödien, Zürich 1999
- David Lodge: Wunde Punkte, Zürich 1999
- David Lodge: Bittere Wahrheiten, Zürich 2000

### Filmografie
- Das Casanova-Projekt, 1980/1981, Regie
- Otto – Der Film, 1985, Drehbuch
- Otto – Der neue Film, 1987, Drehbuch
- Otto – Der Außerfriesische, 1989, Drehbuch, Darsteller
- Otto – Der Liebesfilm (zusammen mit Otto Waalkes, Robert Gernhardt und Peter Knorr), 1992, Regie, Drehbuch
- Edgar Wallace: Das Schloss des Grauens, 1998, Drehbuch
- Otto – Der Katastrofenfilm, 1999/2000, Drehbuch
- 7 Zwerge – Männer allein im Wald, 2003/2004, Drehbuch, Produzent
- 7 Zwerge – Der Wald ist nicht genug, 2006, Drehbuch
- Otto’s Eleven, 2010, Drehbuch
- Der 7bte Zwerg, 2014, Drehbuch
- Catweazle, 2021, Drehbuch (Regie: Sven Unterwaldt)